# Slavko Kotnik
Slavko Kotnik  (nacido en Maribor, Eslovenia, el 3 de noviembre de 1962) es un exjugador esloveno, de baloncesto. Con 2.06 de estatura, jugaba en la posición de pívot

## Trayectoria
- 1983-1993 Olimpija Ljubljana
- 1993-1994 Reyer Venezia
- 1993-1994 Club Baloncesto Estudiantes
- 1994-1995 Bàsquet Manresa
- 1995-1997  ZM Maribor
- 1996-1997 Club Melilla Baloncesto
- 1997-1998 AO Dafni
- 1998-2002 Olimpija Ljubljana